# Carl Georg Barth

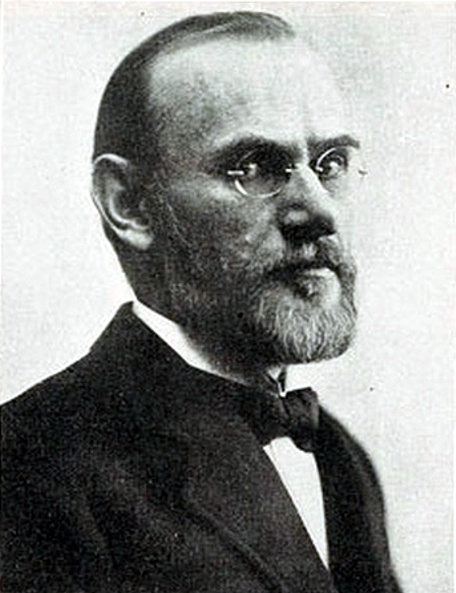
Carl G. Barth, 1911.

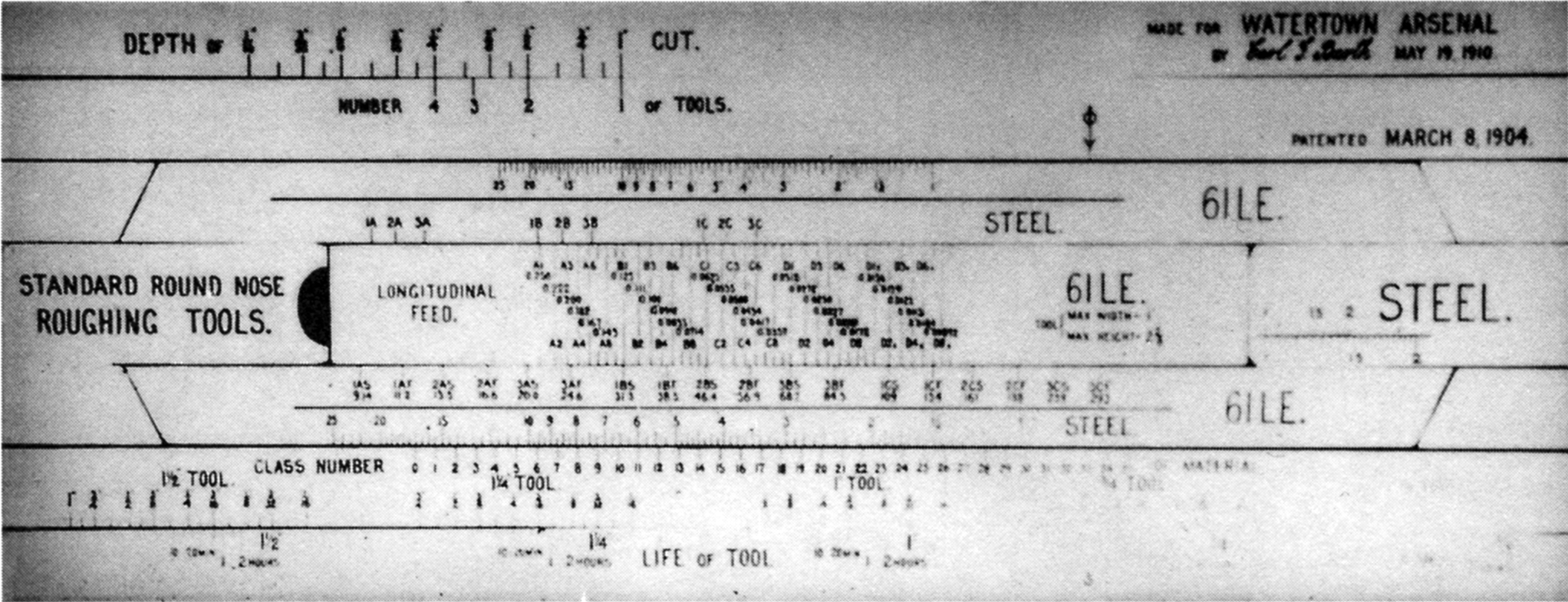
Einer von Carl G. Barths Rechenschiebern für Dreharbeiten

Carl Georg Lange Barth (* 28. Februar 1860 in Christiania; † 28. Oktober 1939 in Philadelphia) war ein norwegisch-amerikanischer Mathematiker und Ingenieur, der im Scientific Management den Gebrauch von Rechenschiebern zur Ermittlung von optimalen Maschineneinstellungen eingeführt und populär gemacht hat.

## Biografie
Carl Georg Barth wurde in Christiania, dem heutigen Oslo, geboren. Er war das vierte Kind von Jakob Boeckman Barth, einem Anwalt und Adelaide Magdeline Lange Barth, Tochter eines dänischen Geistlichen. Seine Schulausbildung fand an den öffentlichen Schulen von Lillehammers statt. Sein Hochschulexamen erwarb er an der damaligen Universität Christiania. Später besuchte er die Technikerschule der norwegischen Marine in Horten. 1877 begann Barth eine Berufsausbildung am dortigen Marinestützpunkt Karljohansvern.
1899 holte der Rationalisierungsberater Frederick W. Taylor Barth in sein Team bei Bethlehem Steel. Carl Barth half Taylor bei der Entwicklung spezieller Rechenschieber zur Ermittlung von Dreh- und Vorschubgeschwindigkeiten bei Dreharbeiten. 1902 übernahmen Taylor und Barth einen Auftrag von William Sellers bei dem Maschinenbauer „William Sellers & Company of Philadelphia“. Über die Anwendung der Rechenschieber dort erschien 1904 ein Bericht in der amerikanischen Fachzeitschrift Transactions of the American Society of Mechanical Engineers.
1905 machte sich Barth mit einem eigenen Ingenieurbüro selbständig. Er war einer der ersten Unternehmensberater im Bereich Scientific Management und lehrte später an der Harvard University. Außerdem arbeitete er als Herausgeber des Magazins „Home Study“ der „International Correspondence School of Scranton Pennsylvania“. 1909 verantwortete er das – kritisch verlaufende – Projekt zur Einführung von Scientific Management im Watertown Arsenal in Watertown im amerikanischen Massachusetts.

## Weblink
- Frederick Winslow Taylor, Class of 1883. (Memento vom 5. August 2012 im Webarchiv archive.today) at Stevens Institute of Technology